# مارتن یورگانتس
مارتن یورگانتس (ارمنی: Մարթեն Յորգանց؛ فرانسوی: Marten Yorgantz‎؛ زادهٔ ۲۴ ژوئن ۱۹۴۶) خواننده و آهنگساز ارمنی‌تبار اهل فرانسه است.

## زندگی‌نامه
وی در ۲۴ ژوئن ۱۹۴۶ در استانبول به دنیا آمد.